# Belvárosi híd (Szeged)
A szegedi Belvárosi híd Újszegedet köti össze a Tisza túlpartján fekvő városrészekkel.
Minden év májusában itt tartják Szeged Napja alkalmából a hídi vásárt, mely több tízezer látogatót vonz a városba.
A hídon két trolibusz (5-ös és 6-os) és számos helyi autóbuszjárat (32-es, 60, 60Y, 67, 67Y, 70, 71, 71A, 72, 72A) halad át.

## Története

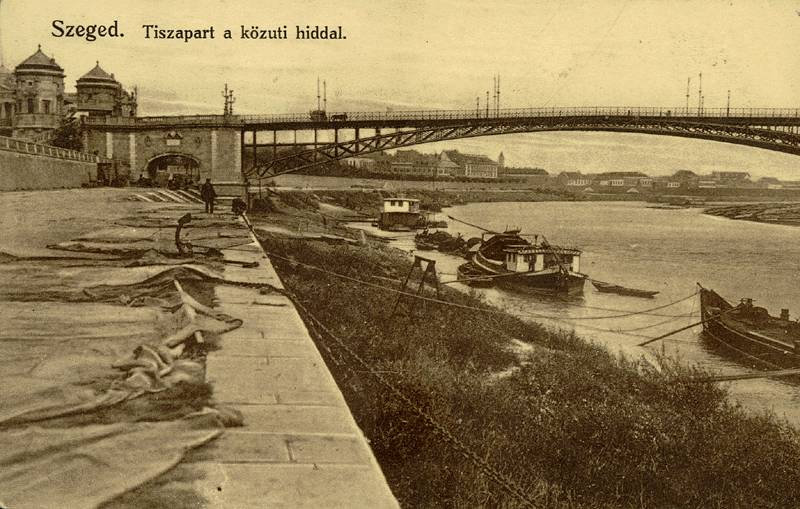
Az 1883-ban átadott régi híd

A várost elpusztító árvíz után Szeged teljes újjáépítésének fontos része volt - a már 1787-ben felvetődött - állandó közúti Tisza-híd megépítése. 1880. július 1-jén kiadták a pályázati feltételeket és útmutatót.
1880 decemberében kezdődött a híd építése - Feketeházy János és Gustave Eiffel tervei alapján. 1881-ben a Tisza áradása miatt ideiglenesen leállították a munkálatokat. 1883. április 19-re elkészült a medernyilás vasszerkezete, szeptember 1-jén elkezdődtek a próbaterhelések, előbb a IV. és II, majd a III. és I. nyílásokat terhelték. A próbaterhelések szeptember 15-én egy 20 tonnás kocsi  áthaladásával fejeződtek be. Másnap (1883. szeptember 16.) átadták a hidat.
1944. szeptember 3-án légitámadás miatt részben megsemmisült, majd október 9-én az szovjetek elől visszavonuló német csapatok a hidat felrobbantották. A boltív túlélte a háborút.
A roncseltávolítás 1946 tavaszán kezdődött, az új híd építése 1947 tavaszán. Az acélszerkezet gyártását a győri Magyar Waggon- és Gépgyár Rt., a Ganz-gyár, és több kisebb műhely végezte. A hidat a MÁVAG szerelte össze. 1948-ban átadták a forgalomnak. Az 5-ös villamos 1969-ig közlekedett rajta. Forgalmát az 5-ös és a 7-es trolibuszvonal vette át.

## Képgaléria

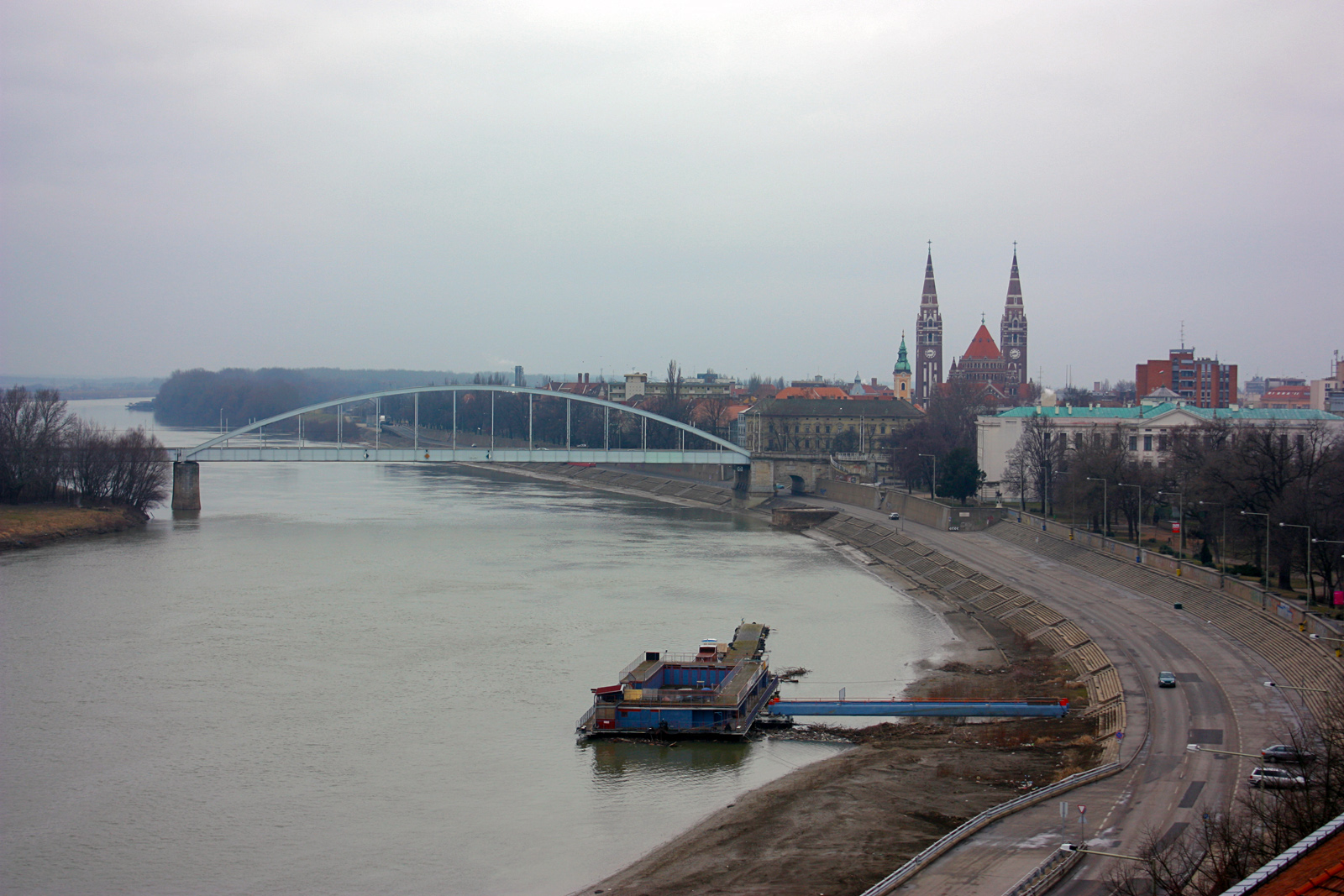
A híd a Novotel szállodából a Szegedi dómmal együtt 2009-ben
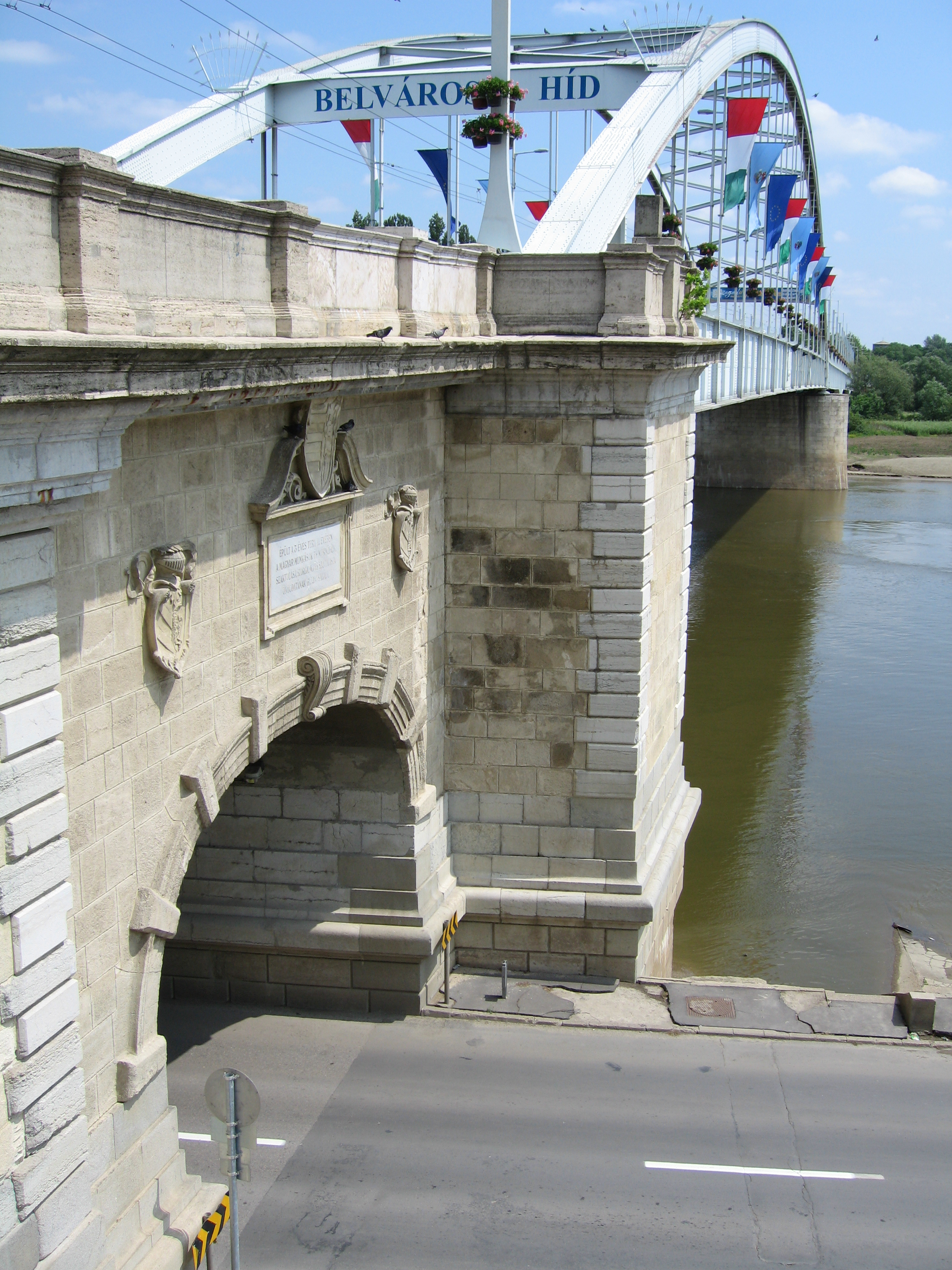
Az alsó rakpart boltívje 2005-ben
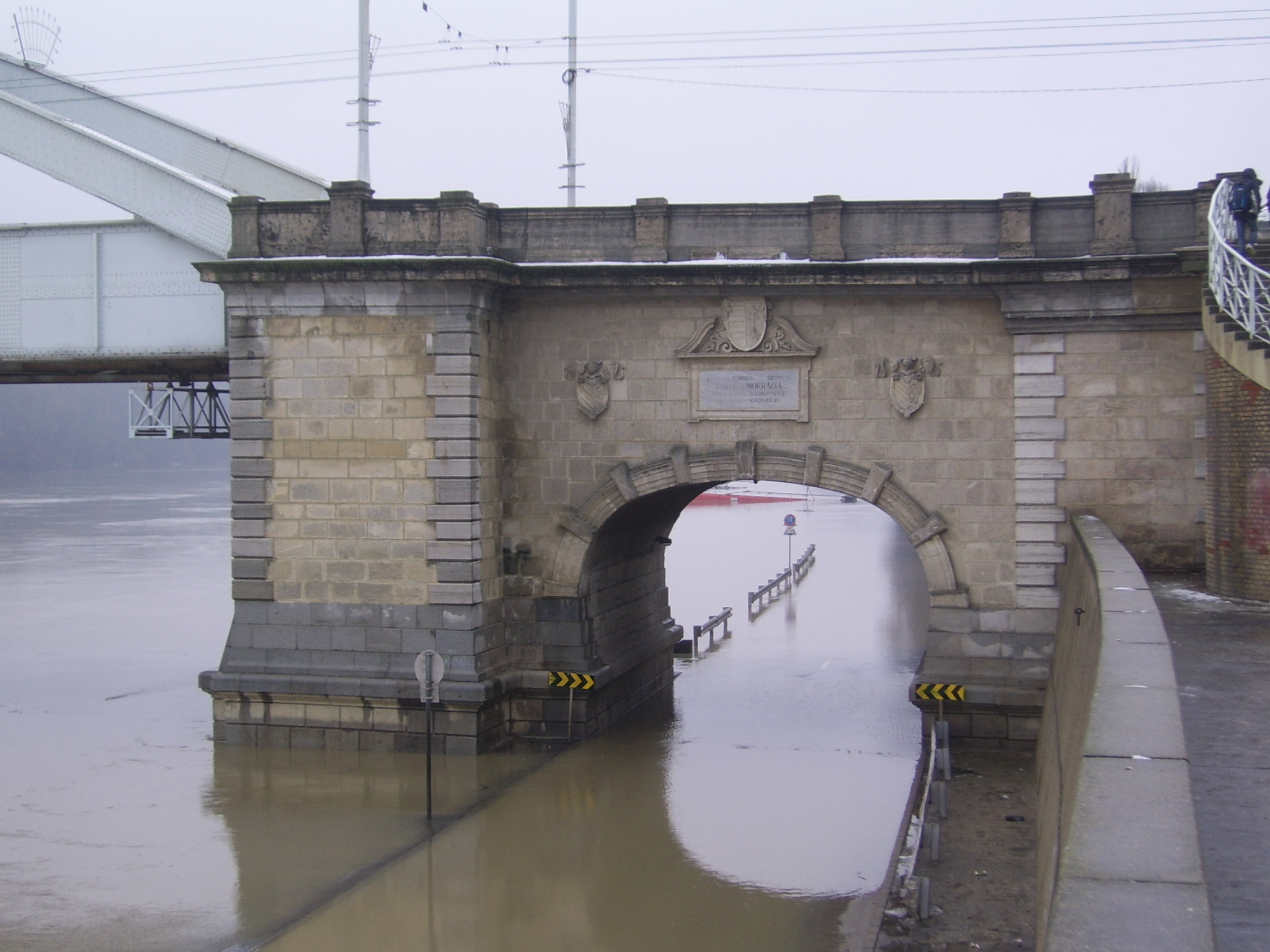
A boltív a 2010-es nagy árvízben
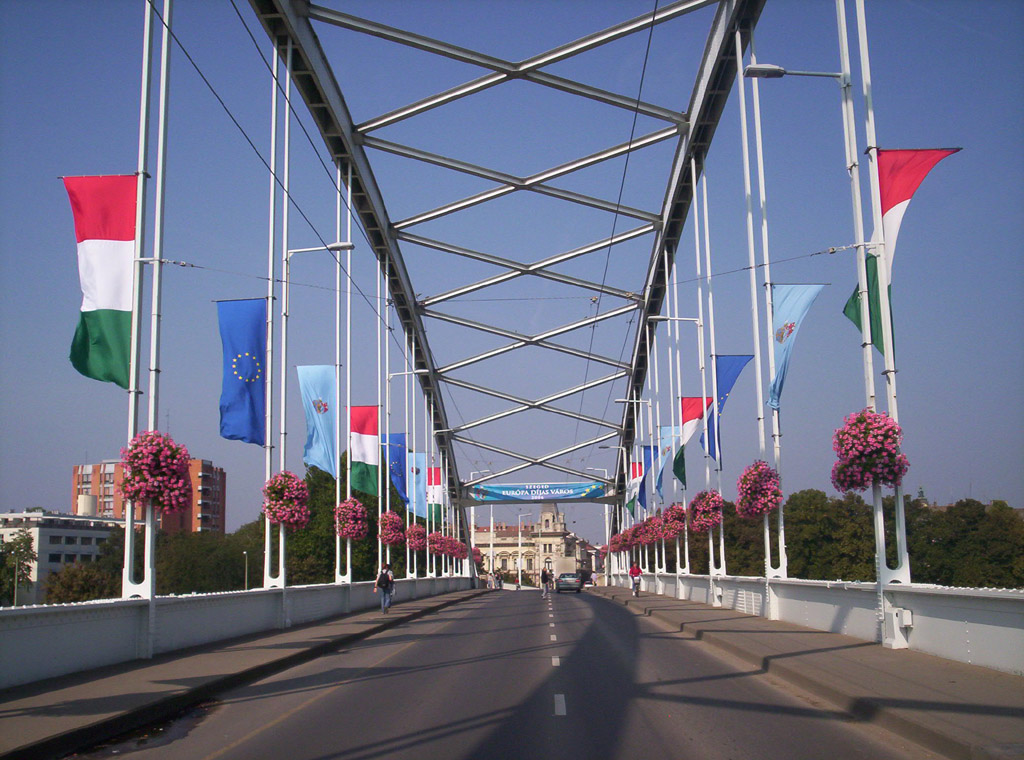
2004-ben
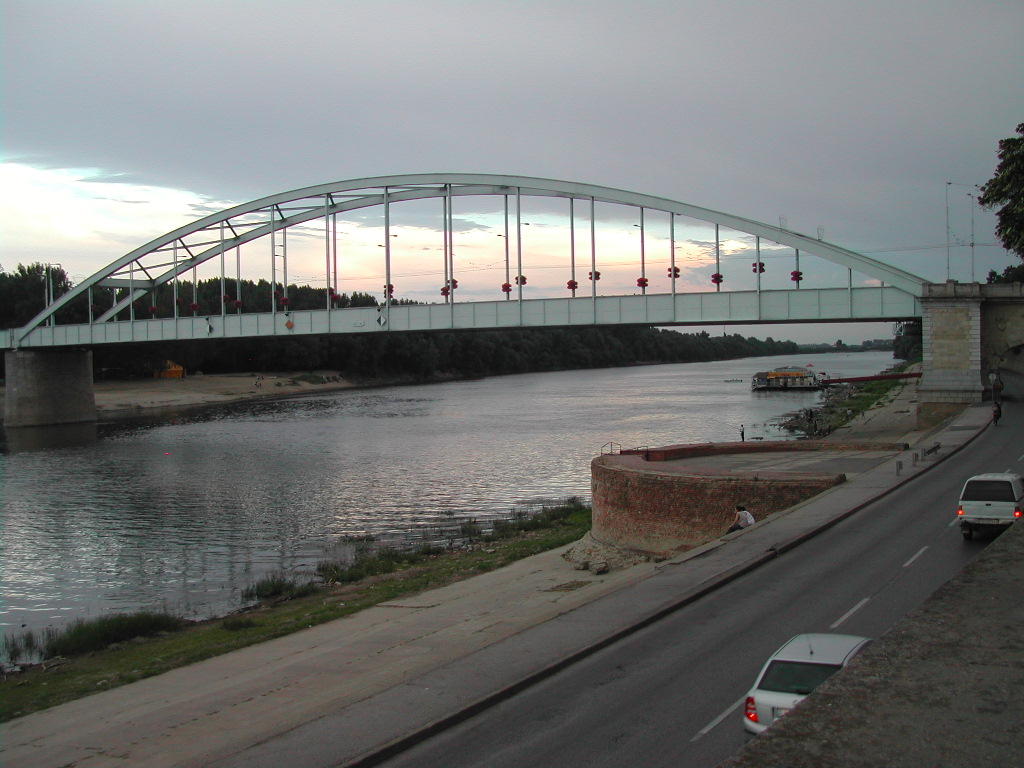
2006 telén
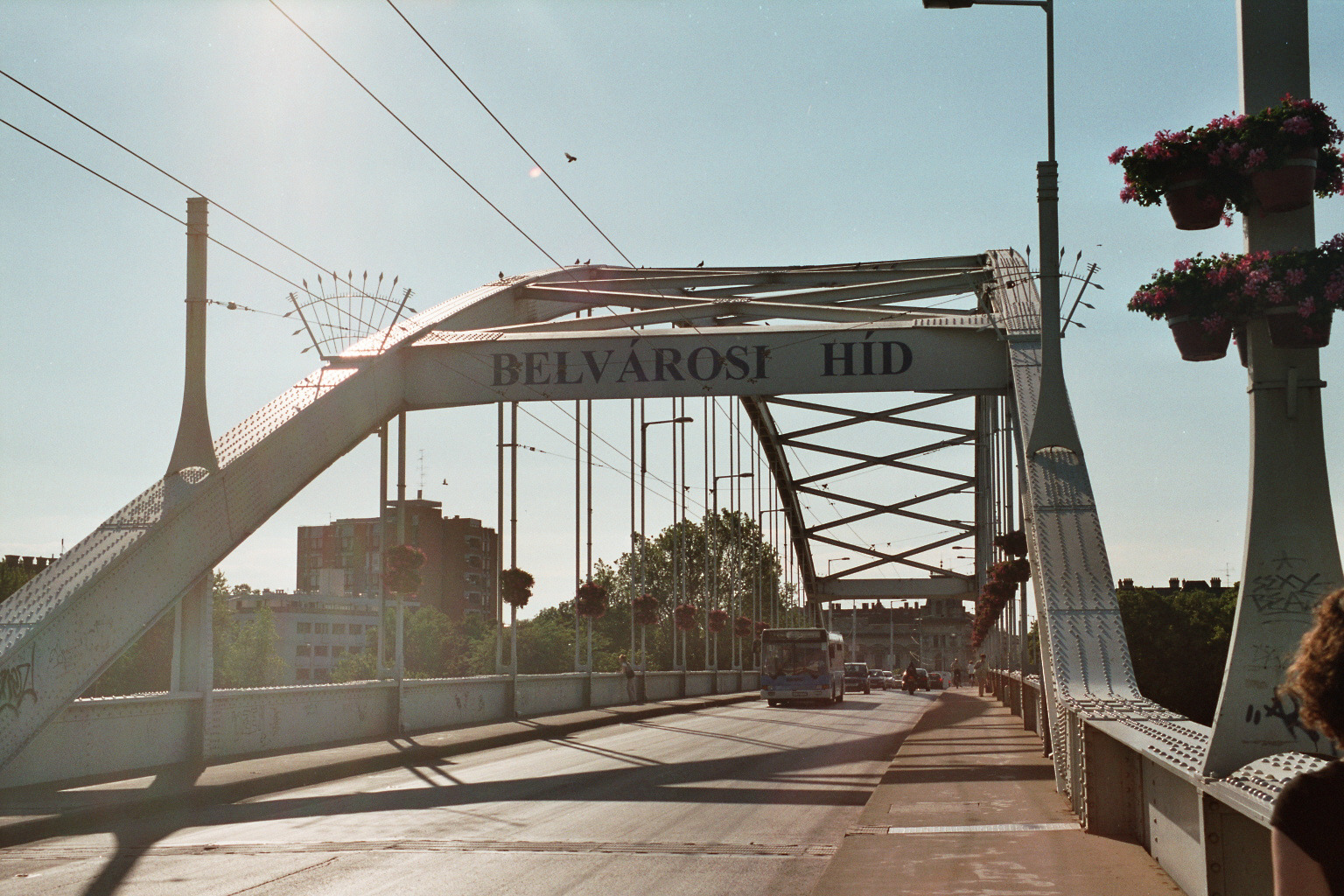
2006 nyarán
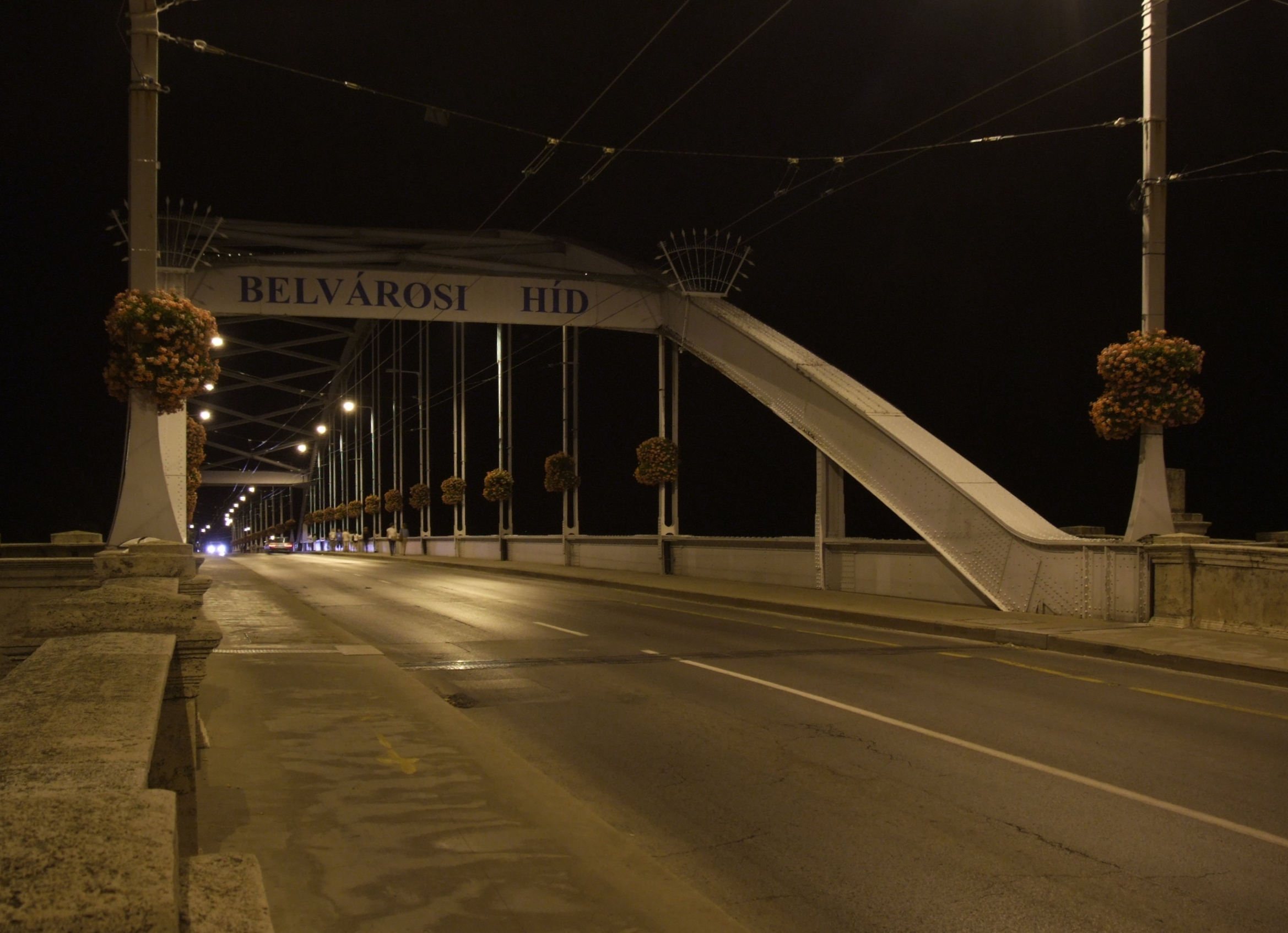
2012-ben